# Froland
Froland és un municipi situat al comtat d'Agder, Noruega. Té 5.618 habitants (2016) i té una superfície de 644.56 km². El centre administratiu del municipi és el poble de Blakstad.